# ビセンテ・ボネット
ビセンテ・ボネット (Vincente M. Bonet) は、スペイン・バレンシア生まれのイエズス会司祭で、上智大学名誉教授である。
長年文学部にて人間学を担当、専門は先住民・移民・死刑囚などの人権問題。特に、日本における労働者の生活の質の向上などの格差問題と死刑廃止などに熱心に取り組んでいる。

## 著書
- 飢餓と援助（新幹社）
- グローバライゼーション光と影［共著］（サンパウロ）